# Pacte de Madrid (1953)
|  | Per a altres significats, vegeu «Pacte de Madrid». |

El pacte de Madrid o Convenis hispans-nord-americans de 1953, signats el 26 de setembre de 1953 al Palau de Santa Cruz per Espanya i els Estats Units, ensems amb el concordat conclòs el mateix any amb el Vaticà, va posar fi a l'aïllament virtual de l'Espanya franquista, encara que els Aliats de la Segona Guerra Mundial i gran part de la resta del món es van mantenir hostils al que consideraven com un règim feixista simpatitzant de la causa nazi i establert amb l'ajuda de l'Eix. Tot i això, l'aleshores president dels EUA, Truman, hi assimilava Franco amb Mussolini i Hitler i reprotxava al règim la manca d'obertura i de llibertat de culte.
El pacte s'ha de situar dins el clima tens de la Guerra Freda i la cerca de seguretat d'ambdós països contra el “perill comunista”. L'ajuda era principalment militar i alimentària i no van investir-se en la industrialització d'Espanya. Després d'un estudi de les parts secretes, esdevingudes accessibles, la historiadora Del Rocío conclou que els americans exien «sense dubte els més beneficiats» i que Espanya hi va perdre molt de la seva sobirania. El pacte del qual la major part va quedar secreta va adoptar la forma de tres acords executius separats que va comprometre als Estats Units a facilitar ajuda econòmica i militar a Espanya. Els Estats Units, al seu torn, els va ser permès construir i utilitzar bases aèries i navals en territori espanyol.
Encara que no va ser una aliança militar completa, les ajudes donades a l'exèrcit espanyol eren mínimes i en cas d'un atac d'Espanya, era clar que no havia de comptar amb el suport americà. Durant els primers anys fiscals als Estats Units (1954-61), l'ajuda militar va ascendir fins a 500 milions de  dòlars, en forma de donacions. Entre 1962 i 1982 van ser proporcionats 1.238 milions més dels quals 727 milions en forma de préstecs i 511 milions en donacions. Durant el període 1983-1986, tota l'ajuda militar dels Estats Units era en forma de vendes sota condicions de crèdit favorables, aproximadament 400 milions anuals, que es van reduir a 100 milions durant els anys 1987-88. Els crèdits militars estaven programats per a ser eliminats en l'any fiscal 1989, d'acord amb la creixent autosuficiència d'Espanya en defensa nacional. Més de 200 oficials i sotsoficials espanyols van rebre formació especialitzada als Estats Units cada any en virtut d'un programa paral·lel. Les altres donacions i crèdits van organitzar-se principalment per servir als interessos americans en donar una sortida als seus excedents agraris. Significava nogensmenys la fi de l'ideal autarquista del franquisme.
Aquest pacte va ser decisiu per al que es coneix com a miracle espanyol (1959-1973), no pas tant per l'ajuda directa, però pel fet que contribuïa a la integració d'Espanya en la comunitat internacional, d'ara endavant l'estat donava garanties d'estabilitat indispensables per a atraure inversions i encetar el creixement econòmic, efectes que segons l'historiador Barciela són «difícils per quantificar […] però sens dubte extraordinaris.»